# Mohammed ben Ali al-Senoussi
Pour les articles homonymes, voir Ben Ali (homonymie) et Mohammed Ben Ali.
Mohammed ben Ali al-Senoussi (en arabe : محمد بن علي السنوسي), dit « le Grand Al-Sanoussi » (en arabe : السنوسي الكبير) de son nom complet Sidi Ali Ben Sennousi El-Khatabi El-Hassani El-Idrissi El-Medjaheri (en arabe : سيدي محمد بن علي بن سنوسي الخطابي الحساني المجهري الإدريسي), né en 1787 à Al-Wasita en Algérie et décédé en 1859 à Al-Jaghboub dans la Choura autonome de Cyrénaïque dans l'actuelle Libye, est un ouléma algérien fondateur de la confrérie Sanousiyya en 1837.

## Biographie
Né dans la ville de Bouguirat près de Mostaganem dans la régence d'Alger, Sidi Mohamed bin Ali Al-Sanoussi est un berbère zianide.
Installé à La Mecque vers 1840, il quitte les lieux saints pour rejoindre le Maghreb. Au Caire, il rencontre l’opposition des cheikhs de l’université al-Azhar. Il s’établit ensuite en Cyrénaïque, où il fonde, près du site de l'antique Cyrène, un premier centre important, al-Zâwiya al-Baidâ'.
Il crée un nouveau centre pour sa confrérie, la Sanousiyya, à la frontière des territoires libyens et égyptiens, dans l’oasis de Djaghbûb. Ce lieu d’étude, où une vie sociale intense s’organise, voit sa population croître rapidement et une grande bibliothèque se constituer.
Son petit-fils Idris Al-Mahdi est émir de Cyrénaïque (1949-1951), puis devient roi de Libye (1951-1969) sous le nom d'Idris Ier.
Leur ancêtre est le célèbre théologien arabe Sanoussi, né en 1426 à Tlemcen, en Algérie.

### Articles annexes
- Wahhabisme
- Salafisme
- Djihadisme
- Empire colonial italien